# سینه‌سرخ اروپایی

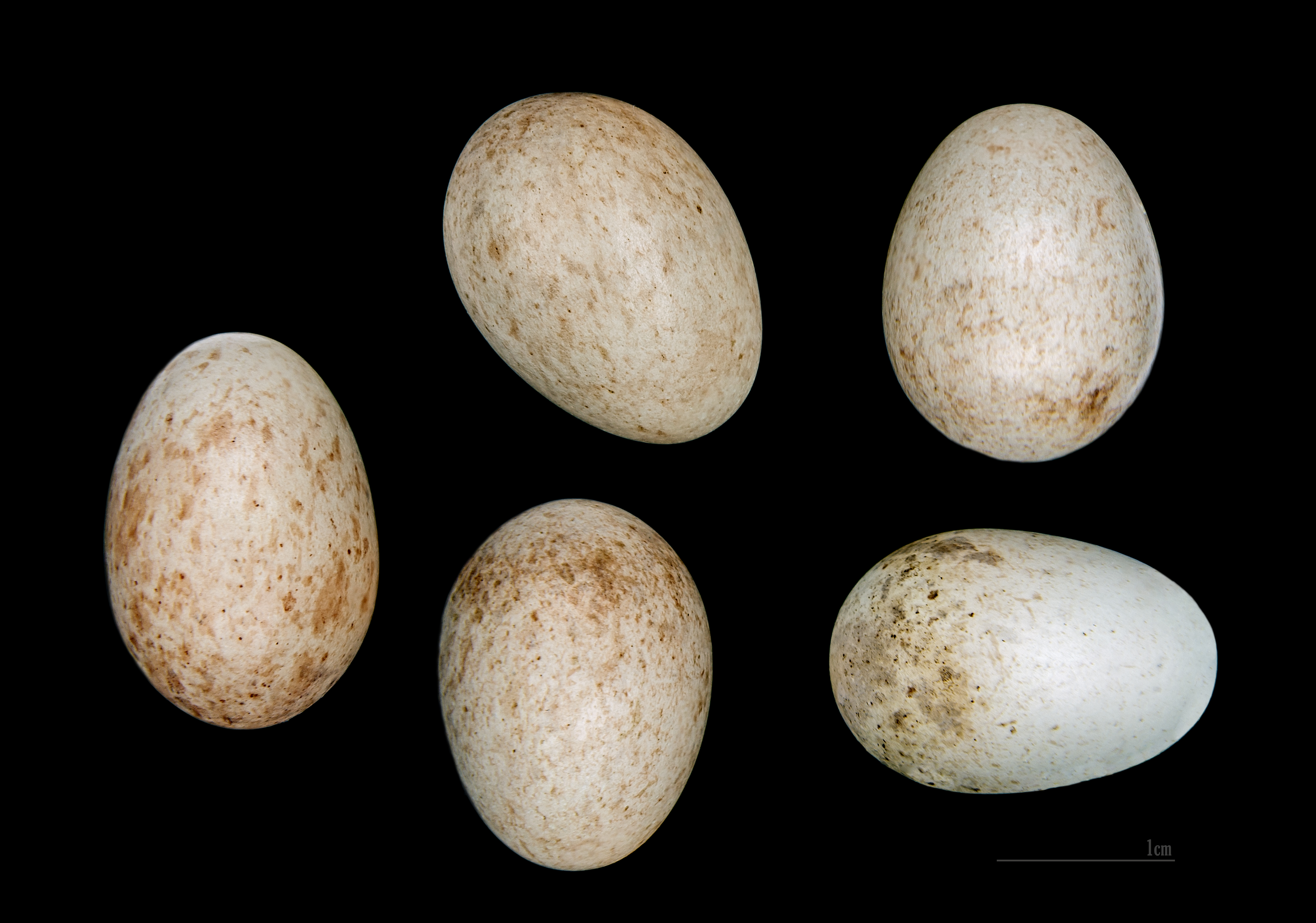
Erithacus rubecula

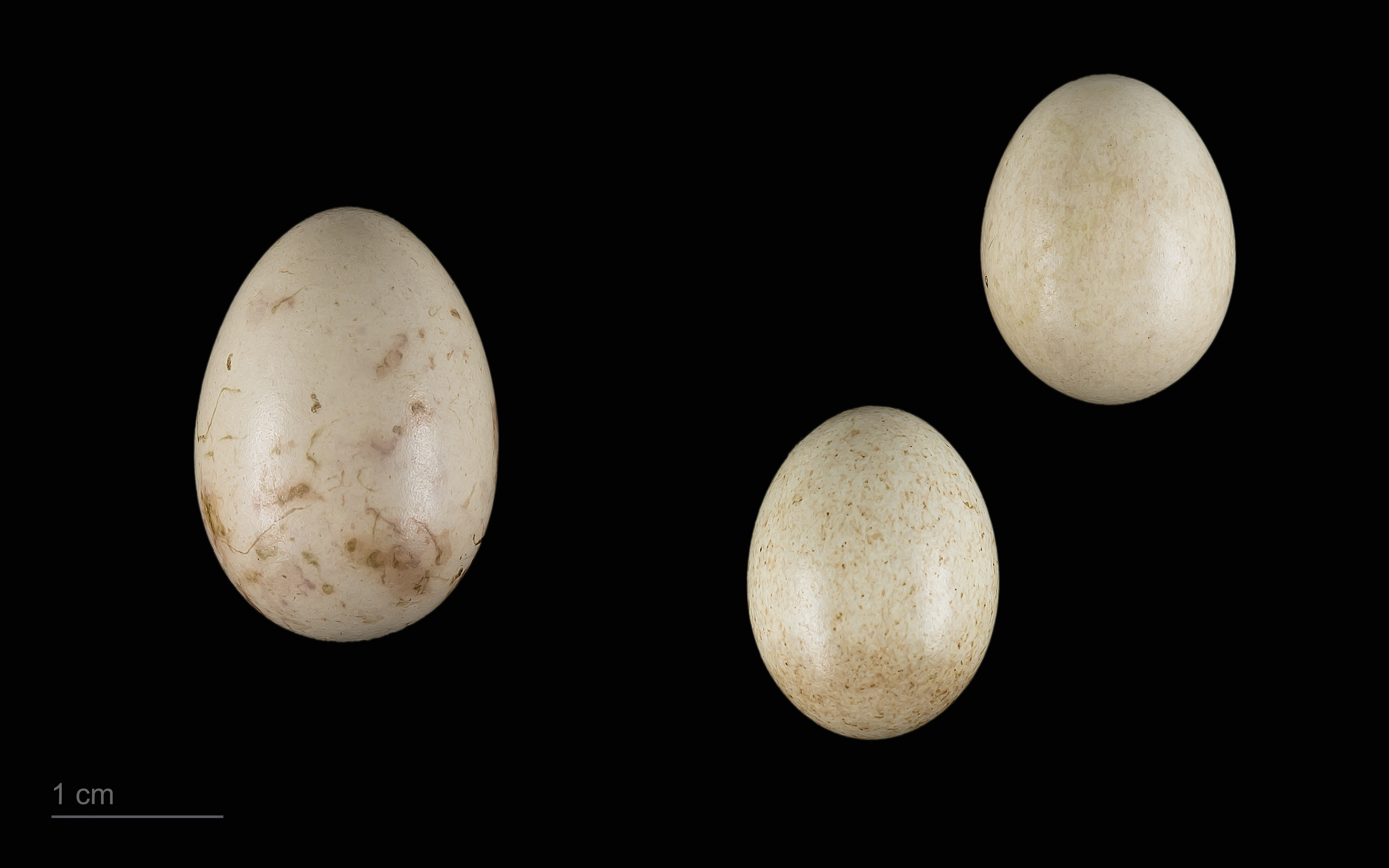
Cuculus canorus + Erithacus rubecula

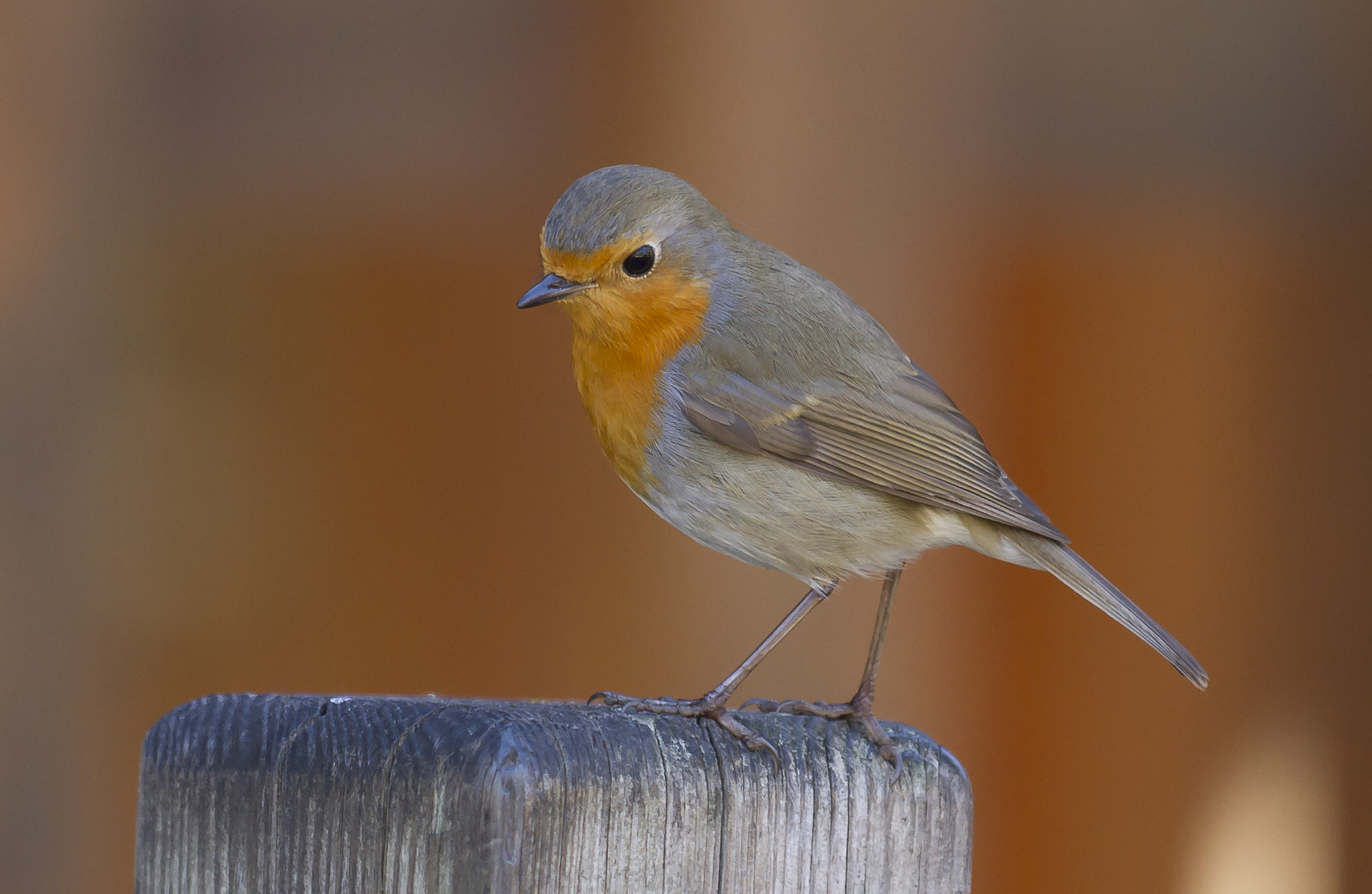

سینه‌سرخ اروپایی یک پرنده حشره‌خوار است که بین ۱۲٫۵ تا ۱۴ سانتی‌متر درازا دارد، گونه‌های نر و ماده، با سینه‌ای نارنجی رنگ و سری خاکستری، دارای رنگ یکسان هستند. واژه سینه‌سرخ به گونه‌های دیگر پرندگان از خانواده‌های دیگر نیز که سینه نارنجی و سرخ دارند نیز گفته می‌شود. از جمله می‌توان به سینه‌سرخ آمریکایی و سینه‌سرخ استرالیایی اشاره کرد. مورد آخر از خانواده‌ای است که روابط آنها با هم ناشناخته است.

## توزیع و عادت‌ها

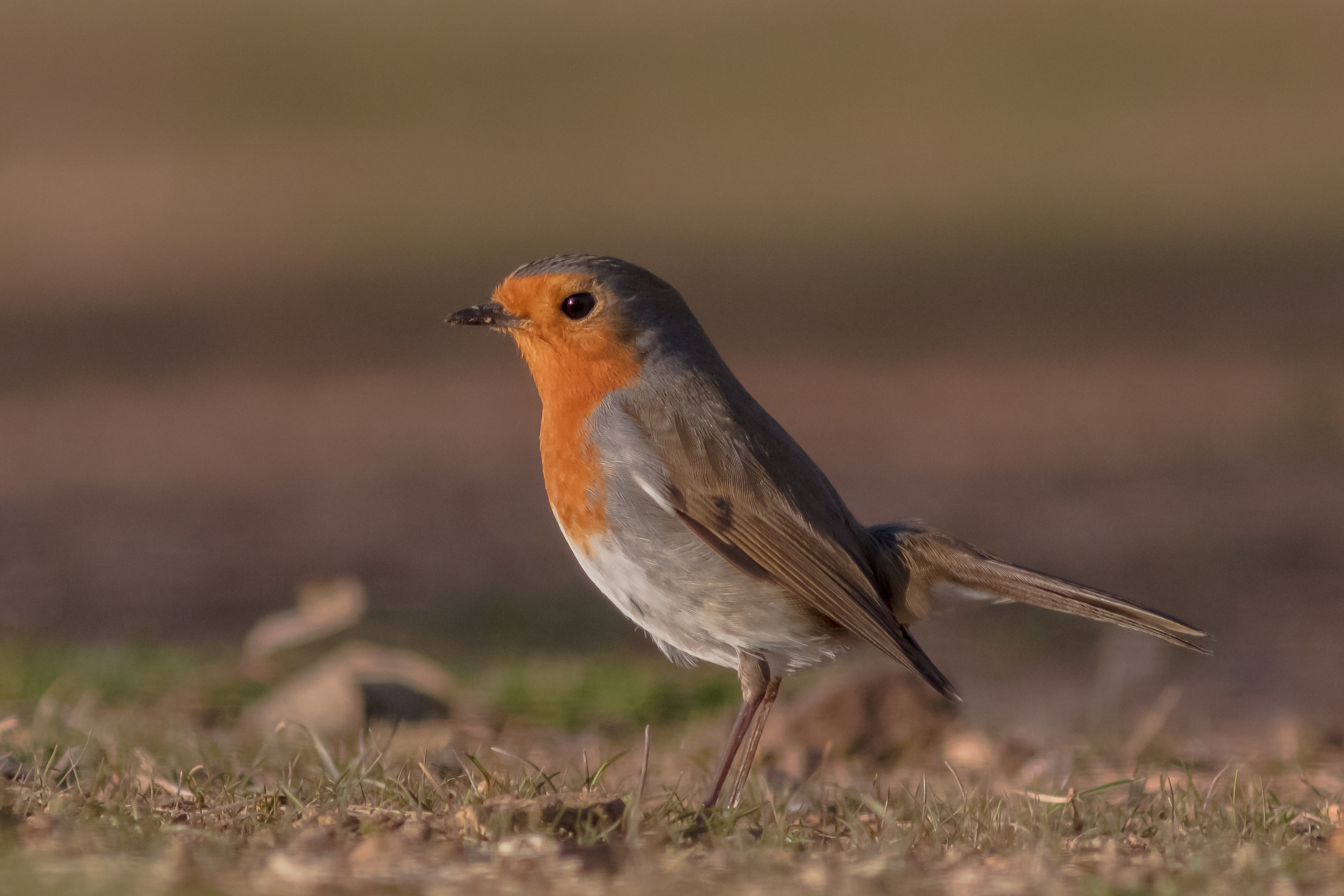
سینه سرخ اروپایی

سینه سرخ در نواحی شرق اروپا-آسیا تا غرب صربستان و جنوب الجزیره و جزیره‌های اقیانوس اطلس یافت می‌شود. این پرنده در ایسلند یافت نمی‌شود. در جنوب شرق، به محدوده قفقاز می‌رسد. سینه‌سرخ در انگلیس بسیار یافت می‌شود اما گروه کوچکی که بیشتر نوع ماده را شامل می‌شود در زمستان به اروپای جنوبی مهاجرت می‌کنند و گروه کمی به اسپانیا نقل مکان می‌نمایند. سینه سرخ‌های اسکاندیناوی و روسیه به انگلستان و اروپای غربی برای فرار از زمستان‌های سخت مهاجرت می‌کنند.
تلاش‌ها برای انتقال سینه سرخ اروپایی به استرالیا و نیوزلند در اواخر قرن ۱۹ میلادی موفق نبود. پرنده‌ها در شهرهایی مانند ملبورن، آوکلند، کرایست‌چرچ، ولینگتون، و داندین رها شدند که هیچ‌کدام در آن شهرها مستقر نشدند. نتیجه مشابهی در آمریکای شمالی رخ داد که پرنده‌ها نتوانستند در شهرهایی مانند لانگ‌آیلند، نیویورک در سال‌های ۱۸۵۲ و در اورگان در سالهای ۱۸۸۹ الی ۱۸۹۲ و بریتیش کلمبیا در سالهای ۱۹۰۸ الی ۱۹۱۰ مستقر شوند.